# Plebicula foulquieri
Plebicula foulquieri är en fjärilsart som beskrevs av Charles Oberthür 1910. Plebicula foulquieri ingår i släktet Plebicula och familjen juvelvingar. Inga underarter finns listade i Catalogue of Life.